# Nathaniel Adjei
Nathaniel Adjei (Teshie, 21 agosto 2002) è un calciatore ghanese, difensore del Lorient e della nazionale ghanese.

## Carriera

### Club
All'età di tredici anni è entrato a far parte del settore giovanile del Danbort FC con cui ha successivamente giocato anche in prima squadra in Division One League, il secondo livello del campionato nazionale.
Il 13 agosto 2023 è stato ufficializzato il suo approdo in prestito all'Hammarby TFF, di fatto la squadra riserve dell'Hammarby. Con la nuova maglia, Adjei ha disputato 8 partite nella rimanente parte del campionato di Ettan 2021 (la terza serie svedese) ed altre 14 presenze nella prima parte dell'Ettan 2022.
Poco prima di metà campionato, l'11 luglio 2022, l'Hammarby ha annunciato di aver rilevato il giocatore dal club ghanese a titolo definitivo e allo stesso tempo di averlo promosso in prima squadra. Il 17 settembre 2022 ha esordito in Allsvenskan, la massima serie nazionale, in occasione della partita sul campo dell'Häcken terminata 1-1 con un suo autogol al 90’ minuto. Le sue presenze totali in quell'edizione del torneo sono state tre. Nel corso della stagione seguente ha trovato molto più spazio, giocando 21 gare dell'Allsvenskan 2023 (di cui 16 da titolare) sulle 30 previste da calendario. Durante quest'annata ha anche realizzato il suo primo gol in biancoverde, quello del temporaneo 2-0 nel derby vinto 4-3 contro il Djurgården, ed ha inoltre debuttato nelle coppe europee con le due presenze contro il Twente nel secondo turno di UEFA Europa Conference League.
Al termine dell'Allsvenskan 2023, durante la successiva finestra di mercato del gennaio 2024, Adjei passa in Ligue 1 ai francesi del Lorient attraverso un prestito che prevederebbe un riscatto obbligatorio in presenza di certe condizioni. Nel giugno 2024 il club francese ha comunicato di aver esercitato l'opzione di acquisto del giocatore, mantenendolo dunque a titolo definitivo.

### Nazionale
Ha giocato nelle nazionali giovanili ghanesi Under-20 ed Under-23.
Nel 2024 ha esordito nella nazionale maggiore ghanese.

## Statistiche

### Cronologia presenze e reti in nazionale
| Cronologia completa delle presenze e delle reti in nazionale ― Ghana | Cronologia completa delle presenze e delle reti in nazionale ― Ghana | Cronologia completa delle presenze e delle reti in nazionale ― Ghana | Cronologia completa delle presenze e delle reti in nazionale ― Ghana | Cronologia completa delle presenze e delle reti in nazionale ― Ghana | Cronologia completa delle presenze e delle reti in nazionale ― Ghana | Cronologia completa delle presenze e delle reti in nazionale ― Ghana | Cronologia completa delle presenze e delle reti in nazionale ― Ghana |
| Data                                                                 | Città                                                                | In casa                                                              | Risultato                                                            | Ospiti                                                               | Competizione                                                         | Reti                                                                 | Note                                                                 |
| -------------------------------------------------------------------- | -------------------------------------------------------------------- | -------------------------------------------------------------------- | -------------------------------------------------------------------- | -------------------------------------------------------------------- | -------------------------------------------------------------------- | -------------------------------------------------------------------- | -------------------------------------------------------------------- |
| 18-11-2024                                                           | Accra                                                                | Ghana                                                                | 1 – 2                                                                | Niger                                                                | Qual. Coppa d'Africa 2025                                            | -                                                                    | 40’                                                                  |
| Totale                                                               |                                                                      | Presenze                                                             | 1                                                                    |                                                                      | Reti                                                                 | 0                                                                    |                                                                      |

## Palmarès

### Club

#### Competizioni nazionali
- Campionato francese di seconda divisione: 1

Lorient: 2024-2025